# Referendum o nezávislosti Katalánska 2014

a) Chcete, aby se Katalánsko stalo státem?
Pokud je vaše odpověď kladná:
b) Chcete, aby byl tento stát nezávislý?
přes 75 % ANO–ANO
70,0 až 72,5 % ANO–ANO

Nezávazné referendum o sebeurčení Katalánska se konalo dne 9. listopadu 2014. Proběhlo navzdory rozhodnutí španělského Ústavního soudu zablokovat všelidové hlasování.
Bylo napočítáno 2 305 290 hlasů (30 % Katalánců). Pro nezávislý stát se vyjádřilo 80,76 % z hlasujících.
Jednou z hlavních příčin snahy o osamostatnění je pocit ekonomické nerovnováhy mezi odváděnými daněmi a investicemi do regionu, a z toho pramenící nespokojenost Katalánců. Příčiny katalánské snahy o separaci jsou nejen politické, ale také ekonomické, lingvistické a kulturní.

## Historie Katalánska

Znak Katalánska

Roku 800 n. l. franský král Karel Veliký osvobodil území dnešního Katalánska od muslimské nadvlády. Tato část Franské říše se rozvíjela a nabírala na autonomii, v 9. stol. se stala oblastí nezávislou.
Největšího územního rozmachu dosáhlo Katalánsko ve 13. stol. za vlády krále Jakuba I.
Do konce 15. století patřila oblast Katalánska střídavě pod aragonskou nebo francouzskou korunu.
Na začátku 18. století proběhla francouzsko-španělská válka, kde na jedné straně stál Madrid podporující Bourbony a na straně druhé Barcelona, jež podporovala Habsburky. Roku 1714 se Barcelona vzdala a na trůn nastoupila bourbonská dynastie.
Na konci 18. století bylo veřejné užívání katalánštiny zakázáno a základní vzdělání muselo probíhat ve španělštině.
Důsledkem války o dědictví španělské znamenalo 18. století pro Katalánce ztrátu autonomie a vlastních práv. Tato situace trvala až do 30. let 20. století (1931 obnovení Generalitat de Catalunya - Generalitat je vládní systém, resp. politická organizace Katalánska skládající se z parlamentu a výkonné rady)
V 70. letech 19. století vznikl spolek La Jove Catalynua (Mladé Katalánsko) a časopis La Renaixença (Renesance), snažící se o obnovu katalánštiny v literatuře.
Konec 19. století je také považován za vznik katalánského nacionalismu, tzv. katalanismu.
Ve 20. letech 20. století došlo k vojenskému převratu, v jehož čele stál generál Primo de Rivera. Zrušil politické strany a založil jednu stranu státní.
Po jeho odchodu do exilu se od roku 1931 datuje vyhlášení Katalánské republiky, která však nikdy nevstoupila v platnost. Byla vydána ústava Druhé španělské republiky, která poskytovala regionům určitou míru autonomie.
V červenci 1936 vypukla španělská občanská válka, jež byla oficiálně ukončena v dubnu 1939. Po válce nastala vojenská diktatura generála Francisca Franca. Pro Katalánsko to znamenalo zákaz katalánštiny a potlačování veškerých snah o prosazování katalánské identity. Po jeho smrti roku 1975 na trůn usedl Juan Carlos I de Borbón jako nový španělský král.
Roku 1980 se konaly první demokratické volby po frankistické diktatuře. Jordi Pujol, lídr Konvergence a Jednoty, se stal prezidentem katalánské Generalitat, a tak mohl uskutečňovat program zaměřený na obnovení katalánské identity.

## Okolnosti
V demokratizačním procesu po Frankově smrti sehrálo Katalánsko důležitou roli, jelikož šlo o hospodářsky a průmyslově vyspělý region, podporující vstup Španělska do EU. Zanedlouho se stalo významným centrem cestovního ruchu a tím pádem i důležitým přispěvatelem do státního rozpočtu. V roce 2006 byl referendem přijatý autonomní statut Katalánska, který zaručoval kompetence ve vícero oblastech (soudnictví, školství, zahraniční politika, finanční autonomie)
Klíčovou roli hrálo označení Katalánců za „národ“ (nación), kvůli odlišení od jiných „národností “ (nacionalidad) ve Španělsku.

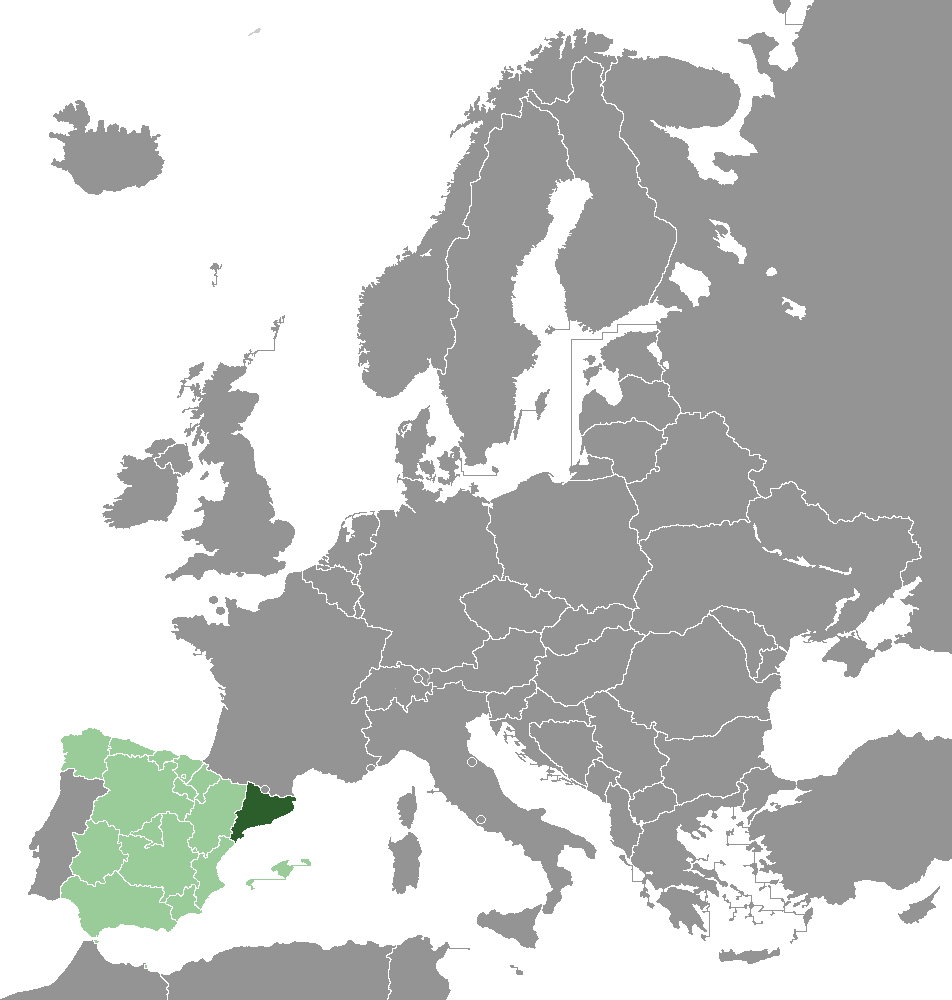
Lokace Katalánska ve Španělsku a Evropě

„Slovo ‚národ‘ bylo nejdříve začleněné do textu schváleného katalánským parlamentem, později při schvalování španělským parlamentem vyškrtnuté a ponechané pouze v preambuli nového statutu. Ústavní soud však na popud španělské Lidové strany (Partido Popular, PP) v červnu 2010 prohlásil 14 z 223 článků autonomního statutu za neplatné, tedy neslučující se se španělskou ústavou, jež kladla důraz na ‚nedělitelnou jednotu španělského národa‘ pro odlišení od národností a krajů, které ho utvářejí (čl. 2).“  
Okolnosti jako odmítnutí uznání katalánského národa, preferované používání katalánštiny a ignorace situace ze strany Madridu byly vnímány jako útok na demokracii a staly se katalyzátorem protestů v Katalánsku. Postupně se katalánská veřejnost začala mobilizovat. Od roku 2009 do roku 2011, 554 obcí (z 947) v Katalánsku organizovalo symbolická referenda o nezávislosti a oslavy dne Katalánska připadajícího na 11. září.
Vláda Mariana Rajoye Breye vyhlásila jakákoliv referenda za nelegitimní – jako důvod uvádí, že vyhlášení referenda spadá výlučně do pravomocí centrální vlády, tudíž jednotlivé kraje nemohou pořádat hlasování o integritě. Ústava předpokládá nerozlučný jednotný španělský stát.
V rámci složitého procesu osamostatňování Katalánska můžeme považovat za nejvýznamnější milník referendum z 9. listopadu 2014. Toto neoficiální hlasování o nezávislosti bylo ostře sledované ze strany médií, stejně jako ze strany vlád většiny evropských států a samozřejmě i z řad politiků samotného Španělska.

## Výsledky referenda

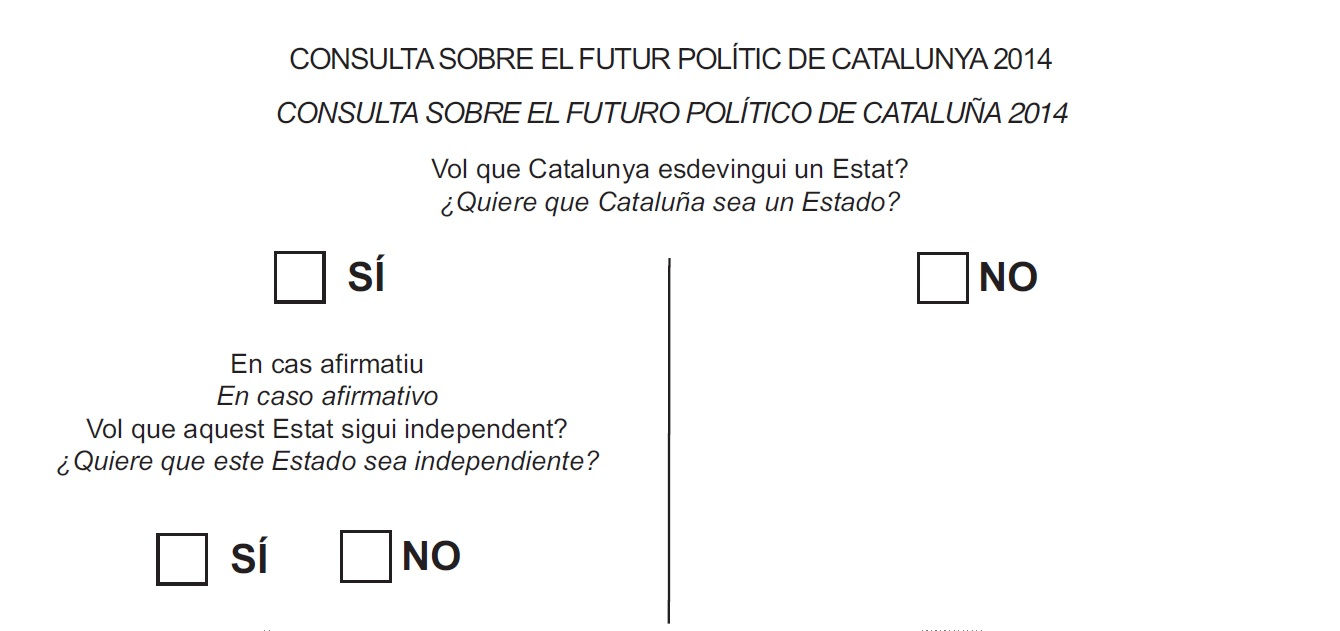
Volební lístek

V referendu přišlo vyjádřit svůj názor 2 305 290 lidí. Média odhadují, že se účast pohybovala mezi 37 až 41 %.
Referendum se skládalo ze dvou otázek:
- A) Chcete, aby se Katalánsko stalo státem (ANO/NE)

Pokud je vaše odpověď kladná:
- B) Chcete, aby tento stát byl nezávislý

Přičemž na otázku B) jste mohli odpovědět pouze tehdy, jestliže jste na otázku A) odpověděli kladně.
Kritéria voličské oprávněnosti:
- minimální věk 16 let
- občan Španělska, musí být tzv. rezidentem Katalánska
- občan Španělska žijící v zahraničí, registrovaný jako „Katalánec v zahraničí“, anebo „Španěl v zahraničí“
- nešpanělský občan, který je rezidentem Katalánska

Občané, kteří jsou rezidenti v některém jiném španělském regionu a ti, kteří jen na území Katalánska žijí, se referenda zúčastnit nemohli. Celkový počet oprávněných voličů se pohyboval mezi 5,4 a 6,2 miliony lidí.
| Výsledky:       | počet voličů | % zastoupení |
| --------------- | ------------ | ------------ |
| Účast           | 2 305 290    | 37–41,6      |
| Možnost ANO–ANO | 1 861 753    | 80,76        |
| Možnost ANO–NE  | 232 182      | 10,1         |
| Možnost NE      | 104 772      | 4,54         |

## Časová osa
- 30. září 2005: Katalánský parlament přijal návrh ohledně nového autonomního statutu.„Katalánsko, nový stát v Evropě“ Artur Mas (2011) Katalánská vlajka na protestu za nezávislost v roce 2012

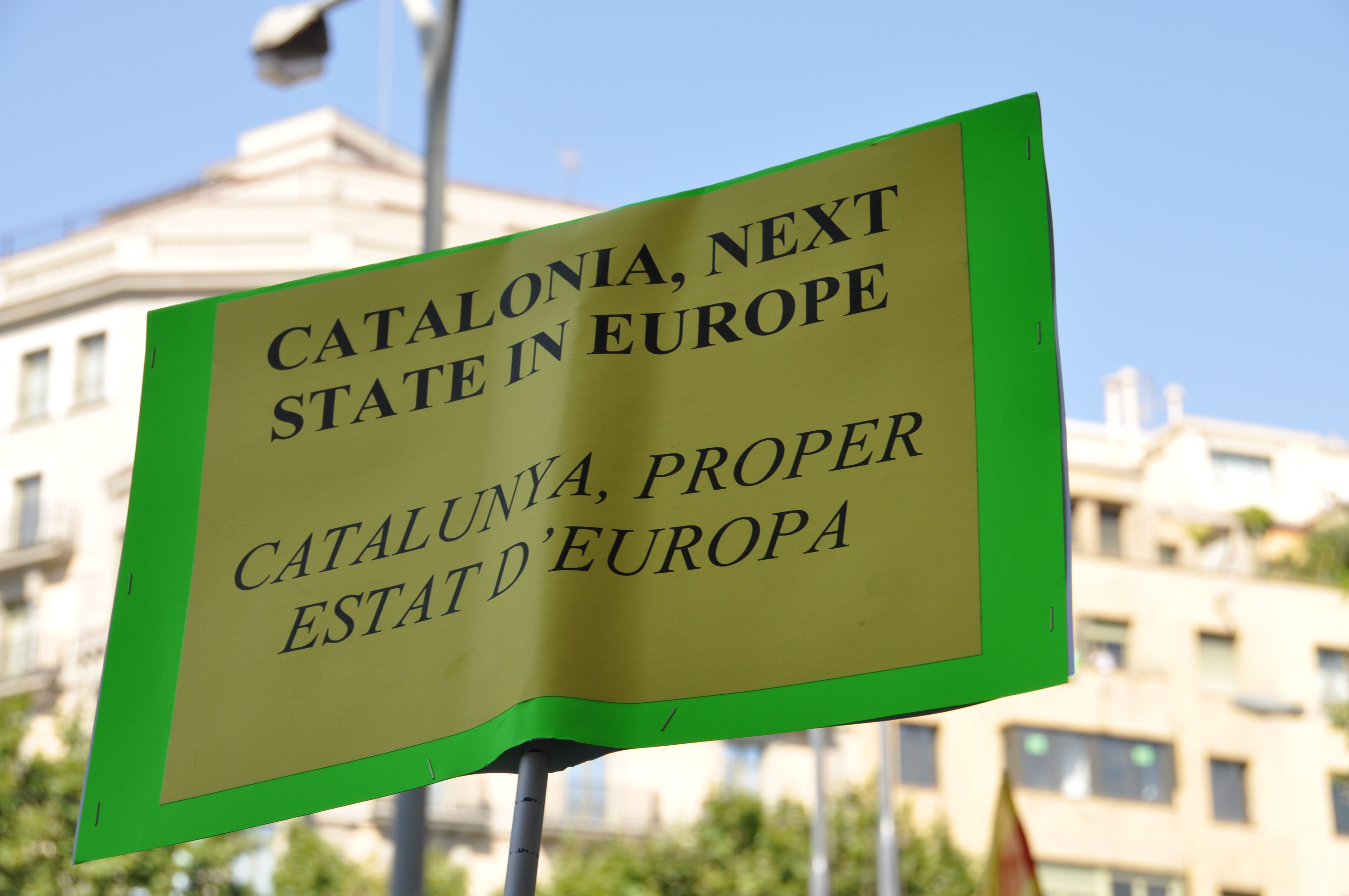
„Katalánsko, nový stát v Evropě“

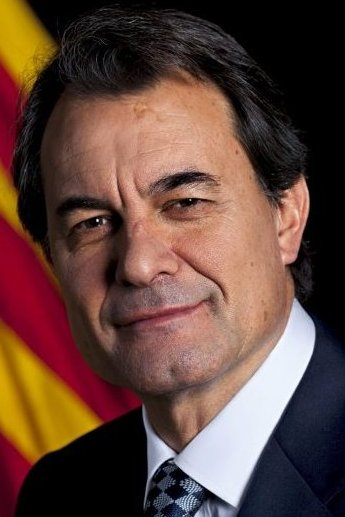
Artur Mas (2011)

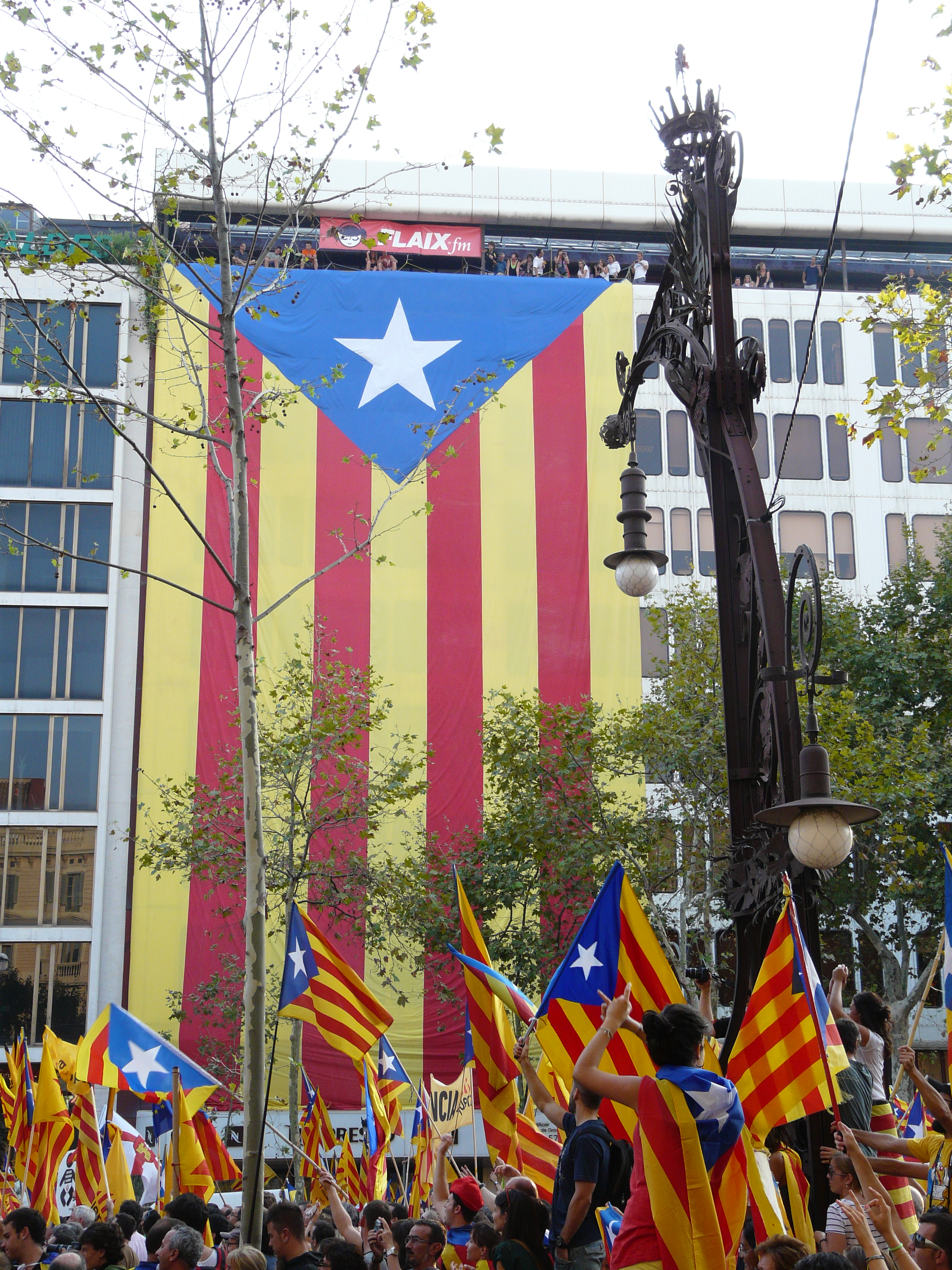
Katalánská vlajka na protestu za nezávislost v roce 2012

- 18. června 2006: Po schválení statutu oběma komorami španělského parlamentu byl statut ratifikovaný referendem, ve kterém se 73,9 % Katalánců vyslovilo za nezávislost. Mezi lety 2009 až 2011 tento trend následovalo dalších 554 měst včetně Barcelony.

- 28. června 2010: Španělský ústavní soud změnil 41 článků katalánského statutu týkajících se fiskální politiky, justice a jazyka.
- 10. července 2010: Organizace obrovských protestů s heslem „Jsme národ, rozhodli jsme se“ (Nosaltres decidim, som una nació), jako odpověď na rozhodnutí ústavního soudu.
- 28. listopadu 2010: Volby do katalánského parlamentu a vítězství strany Jednota a konvergence (CiU - Convergència i Unió) a staronového prezidenta Artura Mase.
- 11. září 2012: V rámci katalánského národního dne se konala největší demonstrace v historii Katalánska (účast 1,5 mil.) se sloganem „Katalánsko, nový stát v Evropě“ (Catalunya, nou estat d'Europa / Catalonia the next state in Europe).
- 25. listopadu 2012: Předčasné parlamentní volby v Katalánsku. 80 % poslanců (107 ze 138) podporuje ideu katalánského sebeurčení.
- 23. ledna 2013: Přijetí katalánské deklarace o suverenitě, která zaručovala právo Katalánců spolurozhodovat o politickém směřování Katalánska.
- 13. března 2013: Převážná většina poslanců Katalánského parlamentu (77 %) vznesla požadavek na prezidenta Mase začít vyjednávání o samostatnosti a uspořádat referendum.
- 11. září 2013: Vytvoření „lidského řetězu“ jako symbol v boji za nezávislost tvořeného 2 miliony lidí a dlouhého 400 km.

- 12. prosince 2013: Dosáhnutí historického konsensu katalánské vlády a 6 politických stran ohledně důležitých bodů referenda. Datum bylo zvolené na 9. listopadu 2014 a složené ze dvou otázek: „Chcete, aby se Katalánsko stalo státem?“ a „Chcete, aby byl tento stát nezávislý?“.
- 16. ledna 2014: Zaslání oficiální petice adresované španělské vládě na uspořádání zákonného referenda.
- 8. dubna 2014: Španělský parlament hlasoval proti žádosti o přenesení pravomocí uspořádat referendum na Katalánsko.
- 11. září 2014: Oslava „dne Katalánska“ s jasným odkazem – jít volit. Katalánci zaplnili ulice Barcelony a vytvořili obrovské písmeno „V“, jako „volit“ (votar).
- 19. září 2014: Katalánský parlament schválil zákon o nezávazném všelidovém hlasování.
- 27. září 2014: Katalánský prezident podepsal dekret o vyhlášení referenda.
- 29. září 2014: Neplánované zasedání španělské vlády s cílem suspendovat referendum.
- 14. října 2014: Změna názvu z „referenda“ na „neoficiální hlasování o nezávislosti“ kvůli suspendaci ze strany ústavního soudu.
- 9. listopadu 2014: Uskutečnění hlasování i přes překážky ze strany španělské vlády za účasti 2,3 milionu lidí.
- 12. listopadu 2014: Vyjádření od premiéra Mariana Rajoye, že hlasování nebylo demokratické, ale bylo aktem politické propagandy a navíc prohrou katalánského projektu za nezávislost, přičemž se 2/3 oprávněných voličů hlasování nezúčastnilo.

- 21. listopadu 2014: Tři katalánští představitelé včetně prezidenta byli obviněni z neposlušnosti, maření výkonu spravedlnosti a zneužití pravomocí a veřejných zdrojů.
- 25. listopadu 2014: Prezident obhajuje právo na uspořádání právoplatného a závazného referenda, chce vyhlásit předčasné regionální volby a plebiscit o samostatnosti Katalánska.
- 14. ledna 2015: Vyhlášení o konání dalšího referenda o nezávislosti díky následujícím volbám.
- 3. srpna 2015: Artur Mas oficiálně vypisuje volby na 27. září.[17]
- 9. listopadu 2015: Katalánský parlament schválil rezoluci požadující nezávislost s tím, že výrazné vítězství v regionálních volbách z 27. září, díky kterému disponují absolutní většinou v katalánském parlamentě, jim dává „demokratický mandát“ na oddělení se od Španělska.[18]
- 3. ledna 2016: Prezident Mas nezískal podporu na vytvoření regionální vlády.[19]
- 10. ledna 2016: Nově jmenovaný prezident Carles Puigdemont vyzval k odstartování procesu separace Katalánska od Španělska.[20]
- 31. prosince 2016: Novoroční příslib Puigdemonta o konání referenda v roce 2017.[21]

## Katalánské politické strany a jejich postoje k referendu 2014

Strany v katalánském parlamentu 2012–2015
CiU (Convergència i Unió)
PPC (Partido Popular de Catalunya)
C's (Ciudadanos)
PSC–PSOE (Partit dels Socialistes de Catalunya)
ERC–CatSí (Esquerra Republicana de Catalunya–Catalunya Sí)
ICV–EUiA (Iniciativa per Catalunya Verds-Esquerra Unida i Alternativa)
CUP (Candidatura d'Unitat Popular)

Politický katalánský systém tvoří strany regionálního charakteru i pobočky stran celostátních. Některé strany regionální působí i na půdě španělského Parlamentu Pro katalánský stranický systém jsou charakteristické dvě konfliktní linie: tradiční pravolevá konfliktní linie a linie centralismus – autonomismus.
Postoje katalánských politických stran (přítomných v katalánském parlamentu 2012–2015) k referendu:
- Konvergence a Jednota (CiU – Convergència i Unió): Koalice stran jednoznačně pro referendum, složená z Demokratické konvergence Katalánska (CDC) a Demokratické jednoty Katalánska (UDC). Pro CiU byli vždy Katalánci národem s právem na vlastní vládu, jako každý jiný národ.[25] Strana sama sebe označila za „dědice historického katalanismu“.[23] CiU byla roku 2015 rozpuštěna.[26]
- Strana občanů (C's – Ciudadanos): C's odmítá katalánský nacionalismus, tudíž i referendum o nezávislosti. Předseda užívá k popisu ideologie strany frázi: "Katalánsko je má vlast, Španělsko má země a Evropská unie je naše budoucnost."[27]

- Strana socialistů Katalánska (PSC – Partit dels Socialistes de Catalunya): Filiálka španělské PSOE (Španělská socialistická dělnická strana) zastává postoj proti nezávislosti, ale zároveň podporuje konání legitimního referenda se souhlasem španělské vlády.
- Republikánská levice Katalánska (ERC – Esquerra Republicana de Catalunya): ERC jasně podporuje Katalánsko v boji za osamostatněním.[28]
- Kandidátka lidové jednoty (CUP – Candidatura d'Unitat Popular): CUP podporuje nezávislé Katalánsko[28], zároveň odmítá členství v NATO a Evropské unii.
- Iniciativa pro Katalánsko-Zelení-Sjednocená levice a alternativa (ICV-EUiA – Iniciativa per Catalunya Verds-Esquerra Unida i Alternativa): Koalice podporuje hlasování o nezávislosti. „Demokracie bez svobody je šaškárna - a my chceme hlasování, ne šaškárnu,“ řekla poslankyně ICV-EUiA Dolors Camatsová.[29]

- Lidová strana Katalánska (PPC – Partido Popular de Catalunya): PPC, která je pobočkou španělské Lidové strany (PP – Partido Popular) věří, že referendum je ilegální a je proti odtržení od Španělska, které by dle ní mělo za následek řadu sociálních a ekonomických problémů.[30]

## Reakce
- Organizace spojených národů: Vyjádření generálního tajemníka OSN Pan Ki-Moona na konferenci v květnu 2013 ve smyslu preference mírového dialogu a respektování vůle španělských občanů.[31]
- Evropská unie: Mluvčí Evropské komise deklaroval, že v případě osamostatnění by Katalánsko automaticky opustilo Evropskou unii a stalo se třetí zemí ve vztazích s EU. Nový stát pak musí projít znovu přijímacím řízením. Se vstupem do Unie by musely souhlasit všechny členské státy, tedy i Španělsko.[32]
- NATO: Mluvčí NATO prohlásil, že nezávislé Katalánsko by nadále nebylo součástí organizace, pokud by nedošlo ke konsensu všech jejích členů.[33]
- Německo: Kancléřka Angela Merkelová se vyjádřila jasně proti konání referenda. Vyjádřila podporu španělské vládě a svůj postoj odůvodnila tím, že je rozdíl mezi udělením autonomie a odtržením regionu od krajiny.[34]
- Francie: Francouzský premiér Manuel Valls, který se narodil v Barceloně katalánským rodičům, se postavil na stranu španělské vlády. Prohlásil, že Francie potřebuje silné Španělsko a rozdělení státu by mohlo být nebezpečné nejen pro Katalánsko a Španělsko, ale i pro Evropskou unii.[35]
- Spojené království: I britský premiér David Cameron vystoupil pro jednotu Španělska a vyjádřil se, že jakékoliv rozhodování, zda Katalánsko zůstane součásti Španělska by mělo být pořádáno v souladu s ústavou.[36]
- Spojené státy americké: Bílý dům se vyjádřil, že Spojené státy uznávají jedinečnou katalánskou kulturu a tradice, nýbrž řešení otázky nezávislosti náleží španělské vládě, jež se má zachovat dle španělských zákonů a ústavy.[37]